# SSSR-1

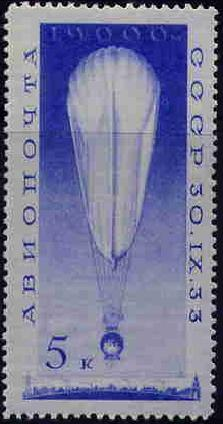
SSSR-1 auf einer Briefmarke

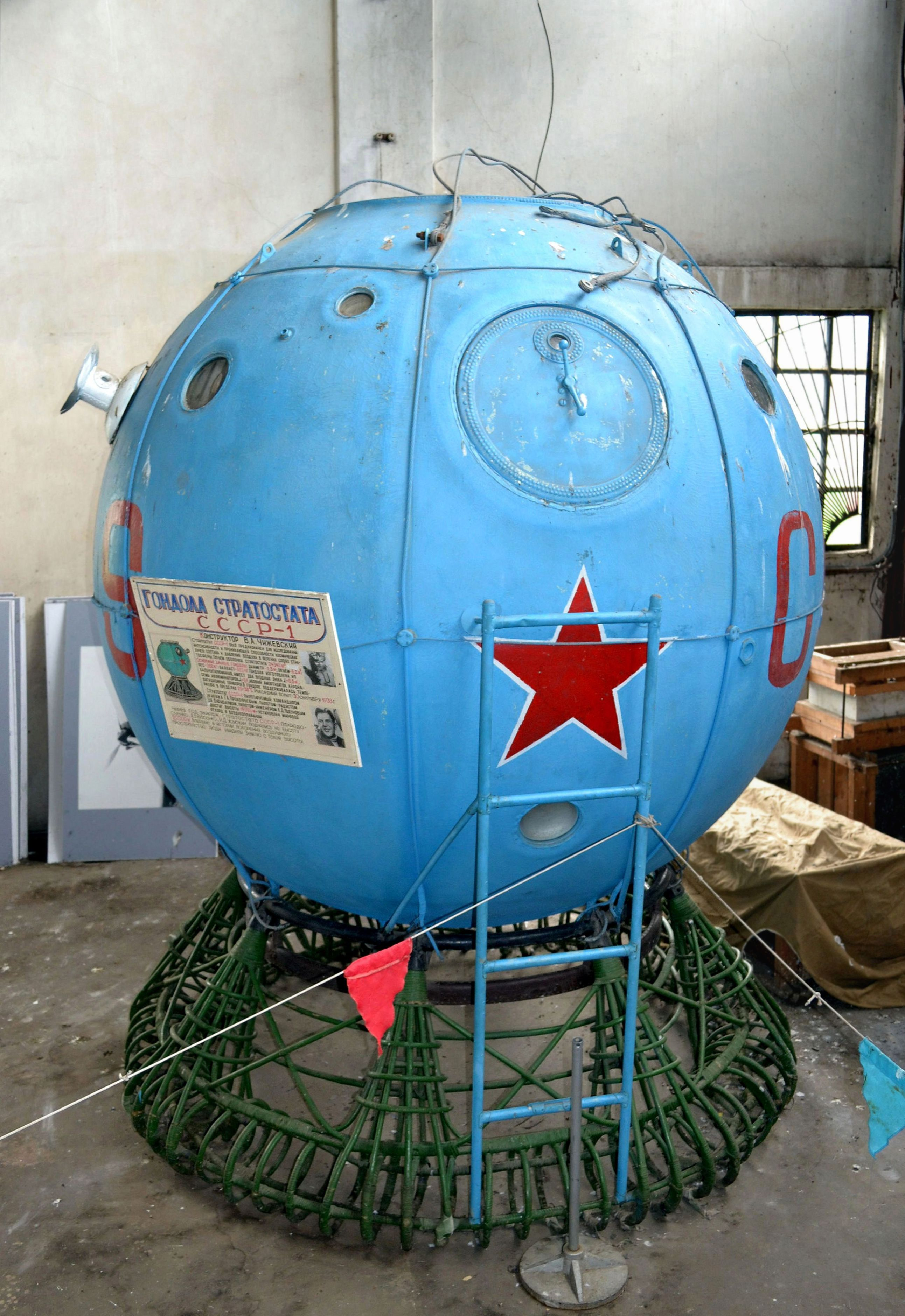
Gondel des Stratosphärenballon SSSR-1

Der SSSR-1 war ein sowjetischer Stratosphärenballon, der am 30. September 1933 die Rekordhöhe von 19.000 m erreichte.

## Allgemein
Der Ballon hatte ein Volumen von 24.340 m³. Die Gondel hatte einen Durchmesser von 2,3 m, ein Volumen von 6,2 m³ und eine Masse von 620 kg. Der Konstrukteur der Gondel war Wladimir Antonowitsch Tschischewski. Die dreiköpfige Besatzung bestand aus G.A. Prokofjew, K.D. Godunow und E.K. Birnbaum. Die Flugdauer betrug 2:20 h.
Am 30. Januar 1934 erreichte der Ballon Osoawiachim-1 eine Höhe von 22.000 m, mit P. F. Fedosenko, Andrej B. Wassenko und Ilja D. Usykin als Besatzung und einer Flugdauer von 7:04 h. Beim Abstieg des Ballons zurück zu Erde verlor die Besatzung die Kontrolle über die Gondel, da diese schnell zu rotieren begann und schließlich auf dem Boden aufschlug. Die drei Besatzungsmitglieder kamen dabei ums Leben.
Am 26. Juni 1934 erreichten K. Ja. Sille, Ju. G. Prilutzki und A. B. Werigo die Höhe von 16.200 m in 2:37 h.